# Creature grandi e piccole (film)
Creature grandi e piccole (All Creatures Great and Small) è un film del 1975 con Simon Ward e Anthony Hopkins, per la regia di Claude Whatham. Il film è basato sui primi due romanzi autobiografici di James Herriot, pubblicati qualche anno prima e ristampati negli Stati Uniti in un unico volume dal titolo Creature grandi e piccole. Dai medesimi romanzi e dai seguiti, nel 1978 è stata tratta l'omonima serie televisiva.

## Trama
Inghilterra, 1937. James Herriot è un giovane veterinario appena laureato, che ha ottenuto un importante colloquio di lavoro con Siegfried Farnon, un grande veterinario dello Yorkshire. È piuttosto emozionato perché da quel colloquio dipende tutta la sua vita futura, ma non sa che quel giorno rappresenterà l'inizio di tante avventure che nel corso degli anni vivrà tra i contadini di villaggi sperduti nel suo ruolo di veterinario, con l'aiuto dell'eccentrico Siegfried, che assieme al fratello diventeranno i suoi più grandi amici. Nel corso del tempo imparerà ad apprezzare la gente del posto, nonostante i numerosi pregiudizi contro i quali dovrà combattere. Un giorno poi James Herriot incontrerà Helen e troverà l'amore.